# Lars Kepler

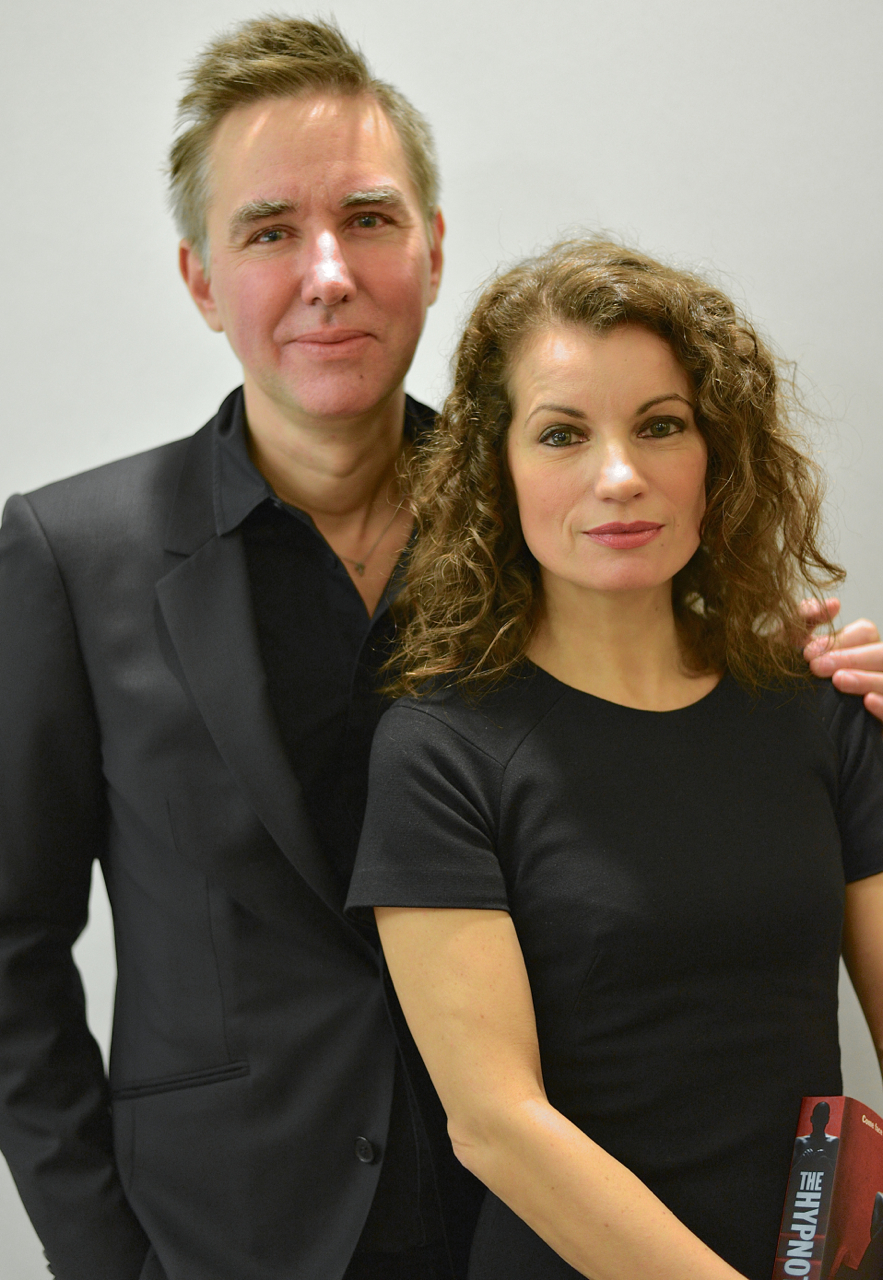
Alexander Ahndoril a Alexandra Coelho Ahndorilová, 2012

Lars Kepler je pseudonym autorské dvojice Alexandra Ahndorila (* 20. ledna 1967 Stockholm) a jeho manželky Alexandry Coelho Ahndorilové (* 2. března 1966 Helsingborg), kteří se jako švédští spisovatelé zaměřují na kriminální románovou tvorbu.
Křestní jméno pseudonymu odkazuje ke švédskému spisovateli Stiegu Larssonovi, autoru trilogie Millennium, jemuž se dvojice chtěla přiblížit žánrově i kvalitou děl. Příjmení Kepler je odkazem na astronoma Jana Keplera, s nímž je spojeno nové objevování. Stejně tak měli spisovatelé v plánu použít netradiční zápletky a nechat se ovlivnit filmovou tvorbou.

## Autorská dvojice
Pod uměleckým pseudonymem Lars Kepler se manželé Ahndorilovi rozhodli uvést detektivní román, aby je čtenáři skrze známá jména nespojovali s jejich předchozí tvorbou. Přesto byla identita autorů odhalena po vydání první knihy. Pro náklonnost obou spisovatelů k napětí a kriminálním příběhům píší pod pseudonymem díla s detektivní zápletkou.
Žijí ve Stockholmu a mají tři dcery.
Jejich autorská prvotina Hypnotisören (Hypnotizér), která se stala bestsellerem, vyšla roku 2009. Práva na knihu byla prodána do více než třiceti zemí. Poprvé se v ní objevila hlavní postava švédského vyšetřovatele s finskými předky Joony Linny, která prochází i dalšími příběhy. Záhadnou osobou je samotný kriminalista. Rodné jméno Joona je upravené biblické jméno Jonáš.

## Literární dílo

### Série s detektivem Linnou
- Hypnotisören (2009, Hypnotizér)

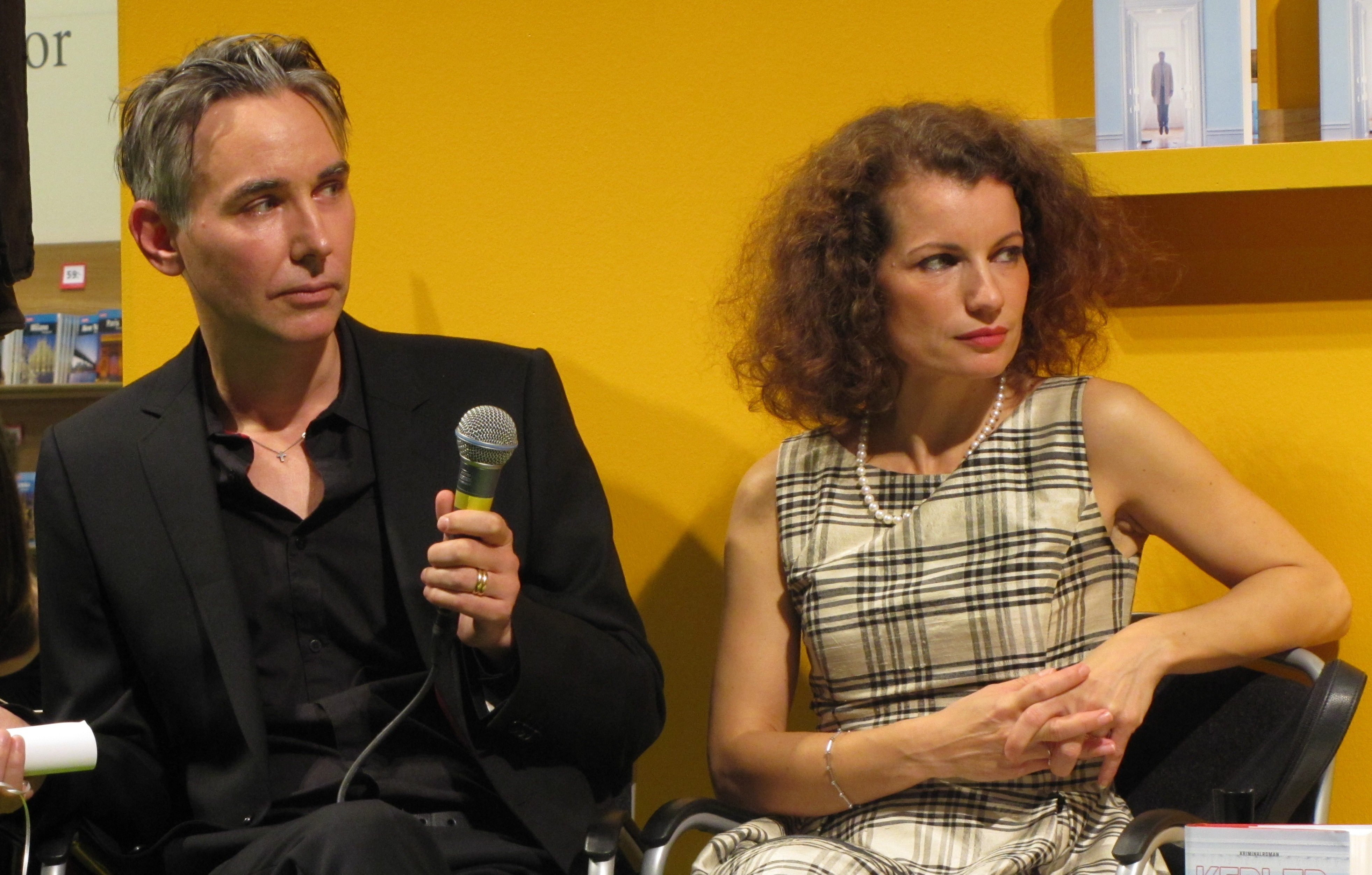
Alexander Ahndoril a Alexandra Coelho Ahndorilová na Knižním veletrhu v Göteborgu, září 2010

- Paganinikontraktet (2010, Paganiniho smlouva)
- Eldvittnet (2011, Svědkyně ohně)
- Sandmannen (2012, Písečný muž)
- Stalker (2014)
- Kaninjägaren (2016, Lovec králíků)
- Lazar (2018)
- Spegelmannen (2020, Zrcadlový muž)
- Spindeln (2022, Pavouk)

### Samostatně stojící knihy
- Playground (2015)

## Česká vydání
- Hypnotizér. Brno: Host, 2010. 1. vyd. ISBN 978-80-7294-399-9, překlad Azita Haidarová
- Paganiniho smlouva. Brno : Host, 2011. 1. vyd. ISBN 978-80-7294-512-2, překlad Azita Haidarová
- Svědkyně ohně. Brno: Host, 2012. 1. vyd. ISBN 978-80-7294-812-3, překlad Azita Haidarová
- Písečný muž. Brno: Host, 2013. 1. vyd. ISBN 978-80-7294-855-0, překlad Azita Haidarová
- Stalker. Brno: Host, 2015. 1. vyd. ISBN 978-80-7491-437-9, překlad Azita Haidarová
- Playground. Brno: Host, 2016, 1. vyd. ISBN 978-80-7491-782-0, překlad Karolína Kloučková
- Lovec králíků. Brno: Host, 2017, 1. vyd. ISBN 978-80-7577-060-8, překlad Karolína Kloučková
- Lazar. Brno: Host, 2018, 1. vyd. ISBN 978-80-7577-782-9, překlad Karolína Kloučková
- Zrcadlový muž. Host, 2020, 1. vyd. ISBN 978-80-275-0400-8, překlad Karolína Kloučková
- Pavouk. Host, 2022, 1. vyd. ISBN 978-80-275-1376-5, překlad Karolína Kloučková.

Všechna díla byla vydána také jako audioknihy v nakladatelství OneHotBook.

## Filmové adaptace
- 2012 – Hypnotisören (Hypnotizér), švédský film, režie Lasse Hallström